# Radio Belvi
Radio Belvi je bila radijska postaja, vključena v radijsko mrežo Infonet. S 46.000 poslušalci je bila najbolj poslušana radijska postaja na Gorenjskem.
Z oddajanjem je prenehala 1. januarja 2012, nadomestil ga je Radio Antena (Gorenjska).

## Frekvence
- Kranj z okolico: 98,3 MHz
- Radovljica, Bled, Jesenice: 94,4 MHz
- Kranjska Gora: 93,3 MHz
- Bohinjska Bistrica: 98,5 MHz
- Škofja Loka: 94,7 MHz